# HTL Bau Informatik Design Innsbruck
Die HTL Bau Informatik Design ist eine Höhere Technische Lehranstalt des Bundes in der Trenkwalderstraße in der Stadtgemeinde Innsbruck in Tirol.

## Geschichte
Die Schule mit bautechnischer und künstlerischer Ausbildungsrichtung wurde 1884 als Staatsgewerbeschule gegründet.
1965 erfolgte ein Architekturwettbewerb für einen Schulneubau an der Bachlechnerstraße. Seit 1974 befindet sich die Schule an der Bachlechnerstraße bzw. Trenkwalderstraße.
Der Schule ist die österreichische Schulkennzahl 701477 zugeordnet mit dem Namen „Höhere technische Bundeslehr- und Versuchsanstalt Innsbruck Trenkwalderstraße“. Um das Bildungsangebot im Namen abzubilden, wurde die Schule später mit dem Namen „HTL Bau und Kunst“ und ab 2012 als „HTL Bau und Design“ geführt.
Mit 18. September 2023 bekam die Schule die Zusage, ab September 2024 zusätzlich eine höhere Abteilung für Informatik zu führen. Seit dem Zeitpunkt verwendet die Schule die Bezeichnung „HTL Bau Informatik Design“.

## Architektur
Die Pläne der Schule schufen 1968 die Architekten Hannes Lintl aus Wien und Siegfried A. Mörth aus Maria Enzersdorfer Südstadt. Von 1999 und 2001 erfolgte eine Erweiterung und Modernisierung nach den Plänen des Architekten Hermann Hanak aus Innsbruck. Nach einem Architekturwettbewerb (2016) erhielt die Schule 2021 mit dem Architekturbüro aoarchitekten aus Innsbruck eine Aufstockung und Erweiterung. "Der eingeschossige, kompakte Erweiterungsbau in Form einer Aufstockung des Klassen- und Verwaltungstrakts fügt sich harmonisch und selbstverständlich in den Gebäudekomplex ein und bildet eine deutliche Akzentuierung des Hauptgebäudes. Ein Teil des westlich gelegenen Lehrerparkplatzes wird zu einem großzügigen, an Schulbibliothek und Cafeteria angrenzenden, erhöhten Schulplatz umgestaltet. Die bestehenden baulichen Anlagen entlang der Bachlechnerstraße werden zugunsten einer späteren Entwicklungsmöglichkeit belassen.
Im Inneren zeichnet sich die Aufstockungsebene durch eine offene und transparente Raumsituation aus. Umlaufende Fensterbänder erlauben einen „Rundumblick“ über Innsbruck. Die Überspannung mit einem weitgehend stützenfreien Lamellendach impliziert mit der ausgewogenen und schattenfreien Belichtung ein atelierartiges Ambiente."

## Bildungsangebote
- Höhere Abteilung für Bautechnik / Hochbau-Projektmanagement
- Höhere Abteilung für Bautechnik / Tiefbau-Infrastrukturtechnik
- Höhere Abteilung für Bautechnik / Bauinformatik
- Höhere Abteilung für Informatik
- Höhere Abteilung für Art and Design / Angewandte Malerei – Oberflächendesign und Restaurierungstechnik
- Höhere Abteilung für Art and Design / Bildhauerei – Objektdesign
- Höhere Abteilung für Grafik- und Kommunikationsdesign
- Abendschule und Kolleg für Bautechnik / Hochbau
- Abend-Kolleg für Game Design – Usability Engineering
- Bauhandwerkerschule für Maurer
- Bauhandwerkerschule für Zimmerer

## Technikerball
Seit mehreren Jahren haben sich die HTL Bau Informatik Design und die HTL Anichstraße zusammengeschlossen, um ihren Abschlussball gemeinsam zu feiern. Dieser hat bis zu 6 000 Besucher und sich so zum größten Schülerball Westösterreichs entwickelt.

## Leitung
- Johann Wunibald Deininger (1849–1931), Architekt und Landeskonservator
- Tony Grubhofer (1854–1935), Maler und Grafiker
- Hermann Fritz, Bauingenieur
- Mair, Statiker
- Hans Moser, Statiker
- Manfred Fleiss, Architekt
- Christian Eberl, Bauingenieur

## Lehrer (Auswahl)
- Franz Burger (1857–1940), Maler, Illustrator, Restaurator
- Ferdinand Stabinger (1866–1948), Bildhauer
- Vinzenz Baier (1881–1955), Architekt und Hochschullehrer
- Maria Zeiller-Uchatius (1882–1958), Malerin, Grafikerin, Kunstgewerblerin
- Clemens Holzmeister (1886–1983), Architekt
- Hans Pontiller (1887–1970), Bildhauer
- Helmut Rehm (1911–1991), Grafiker und Maler
- Arthur Zelger (1914–2004), Medailleur und Designer
- Norbert Heltschl (1919–2017), Architekt
- Fritz Prior (1921–1996), Chemiker, LH-Stellvertreter
- Bernhard Wietek (* 1946), Geotechnik, KKS, Faserbeton
- Josef Kiraly (* 1949), Architekt

## Schüler
- Andreas Strickner (1863–1949), Maler
- Rafael Thaler (1870–1947), Maler
- Ferdinand Andri (1871–1956), Maler, Grafiker und Bildhauer
- Virgil Rainer (1871–1948), Bildhauer
- Anton Marte (1874–1929), Maler
- Gottlieb Schuller (1879–1959), Glasmaler und Mosaikkünstler
- Hans Piffrader (1888–1950), Bildhauer und Grafiker
- Kaspar Albrecht (1889–1970), Architekt und Bildhauer
- Carl Rieder (1898–1980), Maler
- Siegfried Mazagg (1902–1932), Architekt, Zeichner und Karikaturist
- Ilse Glaninger-Balzar (1919–1998), Bildhauerin
- Herbert Albrecht (1927–2021), Bildhauer
- Leopold Ganzer (1929–2008), Maler
- Anton Tiefenthaler (1929–1982), Maler
- Wilfried Kirschl (1930–2010), Maler und Kunstpublizist
- Oswald Oberhuber (1931–2020), Maler, Bildhauer und Grafiker
- Heinrich Tilly (1931–2022), Bildhauer, Maler und Grafiker
- Karl Sillaber (1932–2022), Architekt
- Rudi Wach (* 1934), Maler und Bildhauer
- Walter Pichler (1936–2012), Bildhauer, Architekt
- Heinz Illigen (* 1937), Zivilingenieur und Politiker
- Heinz Tesar (1939–2024), Architekt
- Anton Christian (* 1940), Maler
- Richard Agreiter (* 1941), Bildhauer
- Dietmar Kainrath (1942–2018), Grafiker und Karikaturist
- Marta Schreieck (* 1954), Architektin
- Peter Kogler (* 1959), Multimediakünstler
- Patricia Karg (* 1961), Bildhauerin und Malerin